# Museu Arqueològic i Etnològic de Còrdova
El Museu Arqueològic i Etnològic de Còrdova (MAECO) és un museu de titularitat estatal gestionat per la Conselleria de Cultura de la Junta d'Andalusia. Té la seu a la plaça de Jerónimo dins el nucli històric de Còrdova. El Museu Arqueològic i Etnològic de Còrdova està declarat Bé d'Interès Cultural en la categoria de monument d'ençà de l'1 de març de 1962.

## Història

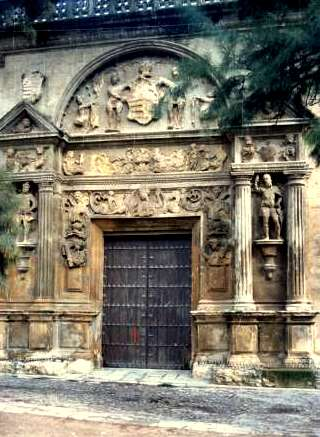
Portada del palau dels Páez Castillejo, seu del Museu Arqueològic de Còrdova

L'origen del museu es remunta a la política liberal exercida pel ministre Juan Álvarez Mendizábal (1790–1853), que amb la llei de desamortització de Béns Eclesiàstics del 1835 va posar en circulació nombrosos béns artístics. Per controlar aquests béns artístics, van sorgir les «Comisiones Provinciales de Monumentos» que en els seus reglaments ordenaven la creació de museus de belles arts i d'antiguitats. En el cas de Còrdova, es van assumir també les col·leccions donades per alguns erudits cordovesos des del segle xvi, les trobades casuals, les adquisicions per compra, etc. El 1844, totes aquestes peces arqueològiques es reuneixen i es custodien en el Museu Provincial de Belles Arts, formant la col·lecció d'Antiguitats i, més tard, la secció d'Antiguitats. El museu, amb la seva col·lecció, patirà diferents trasllats: la primera seu va ser el Col·legi de la Asunción; el 1849, es va traslladar a la Diputació Provincial; i el 1861 va passar finalment a l'hospital de la Caritat.
A partir de la secció d'Antiguitats, per Reial decret de 20 de març de 1867 es va crear el Museu Arqueològic Provincial de Còrdova que, tot i ser autònom, compartirà seu durant diversos anys amb el Museu de Belles Arts. La separació física tindrà lloc el 1920, quan l'Arqueològic s'instal·la al número 4 de la plaça de San Juan i després al carrer de Velázquez Bosco (actual carrer de Samuel de los Santos Gener). Més endavant, el 1960, sota la direcció d'Ana María Vicent Zaragoza, el museu es trasllada a la seu actual al palau dels Páez de Castillejo, reformat per l'arquitecte i arqueòleg Félix Hernández Giménez. Sota la direcció d'Ana María Vicent, es va produir un increment considerable dels fons conservats, la creació del servei de recerca en arqueologia urbana, el naixement de la biblioteca especialitzada en arqueologia i l'edició de la revista científica Corduba Archaeologica. El 1962, l'edifici i les seves col·leccions van ser declarats Monument Historicoartístic.

### Ampliació
El museu va necessitar reformes per a adaptar les instal·lacions internes, els serveis al públic i els espais d'exposició i, per tant, es va redactar un projecte de reforma l'any 1992 que va ser renovat posteriorment el 1998. Aquest any, es va convocar un concurs internacional d'idees per a la construcció d'un edifici de nova planta destinat a l'ampliació del museu, que va guanyar l'equip d'arquitectura i enginyeria IDOM. Paral·lelament, es van impulsar els estudis arqueològics en els solars annexos, on es va trobar l'antic teatre romà, així com tallers artesanals tardoromans i cases medievals andalusines, que connecten històricament amb les restes d'època medieval conservades dins del palau. La nova planta annexa a la seu històrica es va inaugurar el 31 de gener del 2011, i aporta noves sales destinades a exposicions i espais d'investigació, conservació i estudi. 

## Sales
Des de l'entrada de l'edifici, es poden observar els restes del teatre romà de Còrdova, que també són visibles des dels finestrals de la façana. La visita comença per la primera planta; seguidament, es recorre la planta baixa per finalment visitar als soterranis i el jaciment arqueològic. 

### Planta primera
L'exposició segueix una línia cronològica des de la prehistòria fins a la baixa edat mitjana. Comença amb una introducció a l'evolució del territori de Còrdova des de la prehistòria fins a l'arribada del Renaixement. Aquí s'exposen una selecció de peces de diferent procedència que es relacionen amb els jaciments arqueològics de la província.
A continuació, comença el bloc temàtic titulat «Còrdova, poder i centralitat», que engloba 5 temes:

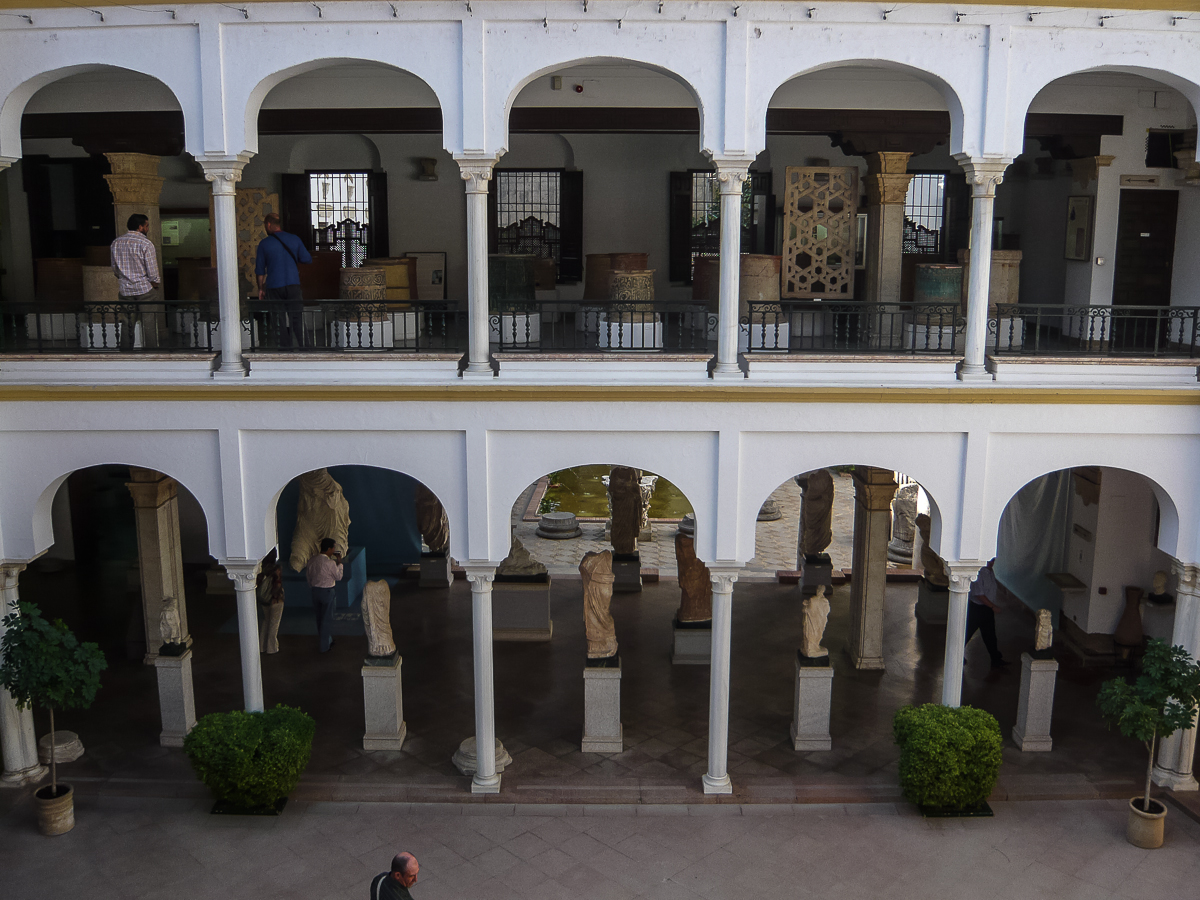
Pati del Museu Arqueològic de Còrdova

1. Pati del Museu Arqueològic de CòrdovaAbans de Còrdova, que abasta des de la prehistòria fins a la fundació romana. Destaquen ceràmiques neolítiques de la cueva de los Murciélagos de Zuheros, els vasos campaniformes de La Rambla i l'estela d'Ategua.
2. Colonia Patricia Corduba, dedicada a la Còrdova romana. Destaquen aquí l'escultura d'Afrodita ajupida i el retrat de Drus.
3. Còrdova, entre Roma i l'Islam, dedicada al període visigòtic. Sobresurten un fust decorat i el capitell dels evangelistes.
4. Qurtuba, que reflecteix la ciutat islàmica i el procés d'islamització. Es poden contemplar peces que reflecteixen la importància de l'aigua (pica d'Al-Rummaniyya), la creació d'un llenguatge artístic uniforme (arabescs), la promoció d'obres civils i religioses (làpides commemoratives) o múltiples peces provinents de Madīnat al-Zahrā.
5. Còrdova en la baixa edat mitjana, dedicat a la conquesta cristiana del 1236. Destaca la ceràmica en blau i daurat de la capella de San Bartolomé.

Per acabar la planta, una vitrina presenta una selecció de la col·lecció numismàtica del museu.

### Planta baixa
La planta està dedicada a tres aspectes diferenciats: 
1. Habitatge: tres vitrines recullen objectes quotidians que formaven part de l'aixovar dels habitatges ibers, romans i andalusins. Els conjunts ceràmics ibers provenen del cerro de la Cruz, d'Almedinilla, i els romans i islàmics són de procedència diversa. Destaca el bronze romà d'un jove dansant procedent d'Almedinilla.
2. L'oci i els espectacles: entre les peces exposades, es troben l'Oscilum d'època romana o l'ampolla ceràmica del músics.
3. Les creences religioses: ocupa la major part de la sala. Destaquen peces excepcionals com l'estàtua de Mitra o la campana mossàrab de l'abat Samsó. La religiositat popular està representada pels exvots ibèrics de Torreparedones. Destaca també el sarcòfag amb columnes paleocristià, una recreació d'un complex funerari iber amb una de les tombes de Los Torviscales i el lleó de Nueva Carteya.

### Soterranis
En els soterranis, es pot contemplar el teatre romà. Se n'observen restes de les estructures internes que s'han conservat.